# Огастус Пру
Огастус Пру (енгл. Augustus Prew; Лондон, 17. септембар 1987) британски је филмски и телевизијски глумац. Познат је по улогама у филмовима About a Boy (2002), The Secret of Moonacre (2008), Charlie St. Cloud (2010), The Borgias (2011), Фајтер 2 (2013), те у мини-серији Klondike (2014). Такође, играо је Друа Џесапа у ТВ серији 24Seven (2001—2002), Џејмса Бела у Си-Би-Есовој медицинској драми Pure Genius (2016—2017) и Дејвида „Випа” Мартина у Фоксовој криминалистичкој драми Бекство из затвора (2017).

## Детињство и младост
Пру је рођен у Вестминстеру, Лондон (Енглеска); син је модне дизајнерке Венди Дагворти и фотографа Џонатана В. Пруа.

## Приватни живот
Пру је отворено геј. Венчао је колегу глумца Џеферија Селфа 13. јануара 2018. године у Кулвер Ситију (Калифорнија).

## Филмографија
| Год.      | Наслов                             | Улога                   | Напомене               |
| --------- | ---------------------------------- | ----------------------- | ---------------------- |
| 2001—2002 | 24Seven                            | Дру Џесап               | разне епизоде          |
| 2002      | About a Boy                        | Али                     | [ 7 ]                  |
| 2003      | The Bill                           | Џејми Хит               | [ 8 ]                  |
| 2003      | Spooks                             | Питер Елис / Ноа Глисон | [ 8 ]                  |
| 2005      | Marigold                           | Џек Мур                 | телевизијски филм      |
| 2007      | The Time of Your Life              | Декстер                 | [ 8 ]                  |
| 2008      | Little Rikke                       | Карл (глас)             | телевизијски филм      |
| 2008      | The Secret of Moonacre             | Робин де Ноар           | [ 9 ]                  |
| 2008      | Silent Witness                     | Бинјомин Маровски       | [ 8 ]                  |
| 2010      | Charlie St. Cloud                  | Алистер Вули            | [ 7 ]                  |
| 2010      | Hated                              | Џои                     |                        |
| 2010      | The Kid                            | тинејџер Кевин          | [ 7 ]                  |
| 2010      | Sophie                             | Блејк                   | aka. Sophie & Sheba    |
| 2011      | The Borgias                        | принц Алфонсо           |                        |
| 2012      | Animals                            | Икари                   |                        |
| 2013–2014 | The Village                        | Џорџ Олингам            |                        |
| 2013      | Морнарички истражитељи             | Антон Маркам            |                        |
| 2013      | Copperhead                         | Ни                      |                        |
| 2013      | Фајтер 2                           | Тод Хејнс               |                        |
| 2014      | Klondike                           | Бајрон Епстин           | мини-серија; 3 епизоде |
| 2014      | Major Crimes                       | Вејд Велер              | 4 епизоде              |
| 2016      | High-Rise                          | Манроу                  | [ 10 ]                 |
| 2016      | Chubby Funny                       | Чарли                   | [ 11 ]                 |
| 2016—2017 | Pure Genius                        | Џејмс Бел               | главна улога           |
| 2017      | Бекство из затвора                 | Вип                     | сезона 5               |
| 2018      | Ibiza                              | Мајлс                   |                        |
| 2022—     | Господар прстенова: Прстенови моћи | Медор                   |                        |
| 2024      | Играчи                             | Бранаган                |                        |